# Cleveland Crusaders
Cleveland Crusaders byl profesionální americký klub ledního hokeje, který sídlil v Clevelandu ve státě Ohio. V letech 1972–1976 působil v profesionální soutěži World Hockey Association. Crusaders ve své poslední sezóně v WHA skončily v předkole play-off. Své domácí zápasy odehrával v hale Richfield Coliseum s kapacitou 18 544 diváků. Klubové barvy byly modrá, černá a bílá.
Založen byl v roce 1972 po přestěhování frančízy z Calgary do Clevelandu, zanikl v roce 1976 přestěhováním do Saint Paul v Minnesotě.

## Umístění v jednotlivých sezonách
Stručný přehled
Zdroj: 
- 1972–1976: World Hockey Association (Východní divize)

Jednotlivé ročníky
Zdroj: 
Legenda: Z - zápasy, V - výhry, VP - výhry v prodloužení, R - remízy, P - porážky, PP - porážky v prodloužení, VG - vstřelené góly, OG - obdržené góly, +/- - rozdíl skóre, B - body, KPW - Konference Prince z Walesu, CK - Campbellova konference, ZK - Západní konference, VK - Východní konference, fialové podbarvení - reorganizace, změna skupiny či soutěže
| USA / Kanada (1972 – 1976) |                       |        |    |    |    |   |    |    |     |     |     |    |        |             |
| Sezóny                     | Liga                  | Úroveň | Z  | V  | VP | R | PP | P  | VG  | OG  | +/- | B  | Pozice | Play-off    |
| 1972/73                    | WHA (Východní divize) | –      | 78 | 43 | –  | 3 | –  | 32 | 287 | 239 | +48 | 89 | 3.     | Semifinále  |
| 1973/74                    | WHA (Východní divize) | –      | 78 | 41 | –  | 4 | –  | 33 | 304 | 272 | +32 | 86 | 3.     | Čtvrtfinále |
| 1974/75                    | WHA (Východní divize) | –      | 78 | 35 | –  | 3 | –  | 40 | 236 | 258 | -22 | 73 | 2.     | Čtvrtfinále |
| 1975/76                    | WHA (Východní divize) | –      | 80 | 35 | –  | 5 | –  | 40 | 273 | 279 | -6  | 75 | 2.     | Předkolo    |